# Daddala variegata
Daddala variegata är en fjärilsart som beskrevs av Louis Beethoven Prout 1922. Daddala variegata ingår i släktet Daddala och familjen nattflyn. Inga underarter finns listade i Catalogue of Life.